# Acmella
Acmella é um gênero botânico pertencente à família Asteraceae.
É composto por 62 espécies descritas, com pouco mais de 30 aceites. Tem uma distribuição pantropical e 17 delas ocorrem no Brasil; a descoberta mais recente é um novo tipo de jambú, Acmella kalelii.
Trata-se de um gênero reconhecido pelo sistema de classificação filogenética Angiosperm Phylogeny Website. O mesmo sistema indica Colobogyne Gagnep. como sinónimo.

## Taxonomia
O género foi descrito por Christiaan Hendrik Persoon e publicado em Synopsis Plantarum 2: 472–473. 1807. A espécie-tipo é Acmella repens (Walter) Rich.

## Espécies
- Acmella alba (L'Hér.) R.K.Jansen
- Acmella alpestris (Griseb.) R.K.Jansen
- Acmella bellidioides (Sm.) R.K.Jansen
- Acmella brachyglossa Cass.
- Acmella calva (DC.) R.K.Jansen
- Acmella caulirhiza Delile
- Acmella ciliata (Kunth) Cass.
- Acmella darwinii (D.M.Porter) R.K.Jansen
- Acmella decumbens (Sm.) R.K.Jansen
- Acmella filipes (Greenm.) R.K.Jansen
- Acmella glaberrima (Hassl.) R.K.Jansen
- Acmella grandiflora (Turcz.) R.K.Jansen
- Acmella grisea (Chodat) R.K.Jansen
- Acmella iodiscaea (A.H.Moore) R.K.Jansen
- Acmella kalelii M.M Campos, Climbiê H. & J.U.M. Santos
- Acmella leptophylla (DC.) R.K.Jansen
- Acmella leucantha (Kunth) R.K.Jansen
- Acmella lundellii R.K.Jansen
- Acmella oleracea (L.) R.K.Jansen
- Acmella oppositifolia (Lam.) R.K.Jansen
- Acmella paniculata (Wall. ex DC.) R.K.Jansen
- Acmella papposa (Hemsl.) R.K.Jansen
- Acmella pilosa R.K.Jansen
- Acmella poliolepidica (A.H.Moore) R.K.Jansen
- Acmella psilocarpa R.K.Jansen
- Acmella pusilla (Hook. & Arn.) R.K.Jansen
- Acmella radicans (Jacq.) R.K.Jansen
- Acmella ramosa (Hemsl.) R.K.Jansen
- Acmella repens (Walter) Rich. ex Pers.
- Acmella serratifolia R.K.Jansen
- Acmella sodiroi (Hieron.) R.K.Jansen
- Acmella uliginosa (Sw.) Cass.